# Seycellocesa pulchellus
Seycellocesa pulchellus là một loài nhện trong họ Theridiidae.
Loài này thuộc chi Seycellocesa. Seycellocesa pulchellus được Charles Athanase Walckenaer miêu tả năm 1802.